# Shaun Heshka
Shaun Heshka (* 30. Juli 1985 in Melville, Saskatchewan) ist ein ehemaliger kanadischer Eishockeyspieler, der im Verlauf seiner aktiven Karriere zwischen 2003 und 2023 unter anderem fast 500 Spiele in der finnischen Liiga – hauptsächlich für Oulun Kärpät – auf der Position des Verteidigers bestritten hat. Darüber hinaus absolvierte Heshka weitere fast 400 Partien in der American Hockey League (AHL) und stand achtmal für die Phoenix Coyotes in der National Hockey League (NHL) auf dem Eis. In Finnland feierte er sowohl mit Porin Ässät als auch Oulun Kärpät den Gewinn der Finnischen Meisterschaft.

## Karriere
Heshka stand zu Beginn der Karriere in der Saison 2002/03 bei den Melville Millionaires in der kanadischen Juniorenliga Saskatchewan Junior Hockey League (SJHL) auf dem Eis. Nach einer Spielzeit dort wechselte er im Sommer 2003 in die Western Hockey League (WHL) zu den Everett Silvertips und verbrachte dort die folgenden drei Jahre, ehe er zur Saison 2006/07 von den Vancouver Canucks aus der National Hockey League (NHL) unter Vertrag genommen wurde. In der Organisation der Canucks wurde der Kanadier jedoch ausschließlich beim Farmteam Manitoba Moose in der American Hockey League (AHL) eingesetzt, wo er drei komplette Spielzeiten verbrachte. Im Sommer 2009 wurde der Verteidiger im Austausch gegen ein Siebtrunden-Wahlrecht im NHL Entry Draft 2009 zu den Phoenix Coyotes transferiert. Aber auch dort wurde Heshka in der Saison 2009/10 vornehmlich in der AHL bei den San Antonio Rampage eingesetzt, konnte aber immerhin seine ersten und einzigen acht Partien in der NHL für die Coyotes absolvieren.
Zur Spielzeit 2010/11 entschied sich Heshka für einen Wechsel nach Europa und unterschrieb einen Vertrag beim EC Red Bull Salzburg aus der österreichischen Erste Bank Eishockey Liga (EBEL). Nachdem er mit Salzburg die Österreichische Meisterschaft gewonnen hatte, kehrte er im Sommer 2011 nach Nordamerika in die AHL zurück und schloss sich den Binghamton Senators an, bevor er noch während der Saison 2011/12 innerhalb der Liga an die Peoria Rivermen abgegeben wurde.
Ein Jahr später erfolgte abermals der Wechsel nach Europa. In der Saison 2012/13 lief der Rechtsschütze für Porin Ässät in der finnischen SM-Liiga auf und feierte dort den Gewinn der Meisterschaft sowie der individuellen Auszeichnung als bester Verteidiger der abgelaufenen Spielzeit in Form der Pekka-Rautakallio-Trophäe. Im Juni 2013 wurde der Defensivspieler von Ak Bars Kasan aus der Kontinentalen Hockey-Liga (KHL) verpflichtet, für die er die Spielzeit 2013/14 auf dem Eis stand. Kurz nach Beginn der Saison 2014/15 erfolgte sein Wechsel zum Ligarivalen Admiral Wladiwostok. Ab Mai 2015 stand Heshka bei MODO Hockey in der Svenska Hockeyligan (SHL) unter Vertrag, wechselte aber nach nur einem Jahr dort zurück nach Finnland. Dort lief der Abwehrspieler fünf Jahre lang für Oulun Kärpät in der Liiga auf und feierte im Jahr 2018 den abermaligen Gewinn des Finnischen Meistertitels. Im Frühjahr 2021 gab Heshka den Wechsel zum Ligakonkurrenten Vaasan Sport bekannt. Dort war er bis zum Februar 2023 aktiv, ehe er bis zum Ende der Spielzeit 2022/23 an Rauman Lukko ausgeliehen wurde.

## Erfolge und Auszeichnungen
| - 2006 WHL West First All-Star Team - 2011 Österreichischer Meister mit dem EC Red Bull Salzburg - 2013 Finnischer Meister mit Porin Ässät - 2013 Pekka-Rautakallio-Trophäe - 2013 SM-liiga All-Star Team | - 2014 Teilnahme am KHL All-Star Game - 2016 Spengler-Cup-Gewinn mit dem Team Canada - 2018 Finnischer Meister mit Oulun Kärpät - 2019 Finnischer Vizemeister mit Oulun Kärpät |

## Karrierestatistik
(Legende zur Spielerstatistik: Sp oder GP = absolvierte Spiele; T oder G = erzielte Tore; V oder A = erzielte Assists; Pkt oder Pts = erzielte Scorerpunkte; SM oder PIM = erhaltene Strafminuten; +/− = Plus/Minus-Bilanz; PP = erzielte Überzahltore; SH = erzielte Unterzahltore; GW = erzielte Siegtore; 1 Play-downs/Relegation; Kursiv: Statistik nicht vollständig)